# Sojourner Truth
Sojourner Truth (n. 1798 în Hurley, statul New York – d. 26 noiembrie 1883 în Battle Creek, Michigan) numele ei adevărat fiind „Isabella Bomefree” a fost o predicatoare nord americană care a militat pentru libertate și drepturile femeii.

## Biografie
Isabella Bomefree s-a născut ca sclavă, se căsătorește la vârsta de 14 ani și va avea 8 copii. În anul 1826 reușește să fugă de la propietarul ei refugiindu-se la o familie de quakeri, o sectă religioasă întemeiată în secolul XVII de George Fox (1624–1691). Mai târziu va lucra în New York ca servitoare. În anul 1843 își schimbă numele în „Sojourner Truth” (Vizitatoarea adevărului) și devine predicatoare nomadă, atrage atenția asupra ei prin predicile ținute la biserici sau diferite adunări.